# Casa Meca (Guàrdia de Noguera)
La Casa Meca és una casa a Guàrdia de Noguera, al municipi de Castell de Mur (Pallars Jussà) inclosa a l'Inventari del Patrimoni Arquitectònic de Catalunya.

## Descripció
Habitatge unifamiliar entre mitgeres de planta baixa, pis i golfa. Planta baixa medieval amb portal i finestres adovellades. Planta pis afegit i trenca les dovelles del portal. Golfa, també afegida, amb arcs rebaixats i gelosia ceràmica.

## Història
Escut dels Berga amb la data de 1598.